# Amalrico I di Gerusalemme
Amalrico I (in latino Amalricus; in francese Amaury; 1136 – Gerusalemme, 11 luglio 1174) è stato un cavaliere medievale franco, secondogenito della regina Melisenda e del re Folco, fu conte di Giaffa e Ascalona (1151–1174) e re di Gerusalemme (1163–1174).
Il suo regno fu caratterizzato da cinque spedizioni in cui cercò di sottomettere l'Egitto, nella vana speranza di evitare l'unione di quest'ultimo con la Siria. Amalrico morì nel 1174, proprio mentre trattava col Re di Sicilia per assalire nuovamente l'Egitto. Il regno di Amalrico segna l'ultimo sforzo per assicurare l'esistenza degli Stati Latini di Siria.

## Biografia

### Giovinezza
Dopo la morte di Folco, il trono passò congiuntamente alla madre Melisenda e al fratello maggiore Baldovino III. Melisenda non si ritirò quando Baldovino raggiunse la maggiore età, e nel 1150 i rapporti fra i due erano apertamente ostili. Nel 1152 Baldovino si fece incoronare unico re, innescando una guerra civile; Melisenda aveva il controllo di Gerusalemme, mentre Baldovino controllava i territori settentrionali.
Amalrico, che aveva in appannaggio la Contea di Giaffa e aveva raggiunto la maggiore età nel 1151, si schierò con Melisenda a Gerusalemme, e quando Baldovino invase il sud del paese, venne assediato nella Torre di Davide insieme alla madre. Melisenda venne sconfitta, e Baldovino regnò incontrastato dopo lo scontro.
Nel 1153, Baldovino conquistò la fortezza egiziana di Ascalona (Assedio di Ascalona), che venne aggiunta al feudo di Giaffa e affidata ad Amalrico.
Amalrico sposò Agnese di Courtenay nel 1157. Agnese, figlia di Joscelin II di Edessa, abitava a Gerusalemme sin da quando la regione di Edessa era stata persa nel 1150.
Il Patriarca Fulcherio di Angoulême si oppose al matrimonio a causa della consanguineità dei coniugi: essi infatti avevano un trisnonno in comune, Guido I di Montlhéry, e pare che i due abbiano dovuto attendere la morte di Folco per convolare a nozze. Agnese ebbe due figli, Sibilla, la maggiore, e Baldovino, nel 1161. Entrambi si trovarono poi a regnare su Gerusalemme.

### Ascesa al trono
Baldovino III morì nel 1162 e il regno passò ad Amalrico, malgrado l'ostilità della nobiltà nei confronti di Agnese: infatti, i nobili avevano accettato il matrimonio nel 1157, quando era ancora possibile che Baldovino III avesse un altro erede, ma nel 1162 l'Alta Corte di Gerusalemme si oppose a ratificare l'elezione di Amalrico a meno che il matrimonio con Agnese non venisse annullato.
È possibile che la notizia dell'ostilità verso Agnese sia esagerata dal cronista, Guglielmo di Tiro, alla cui elevazione a Patriarca latino di Gerusalemme essa si oppose alcuni decenni più tardi, e dai suoi continuatori. Per esempio, Ernoul descrive così la sua moralità: car telle n'est que roine doie iestre di si haute cite comme de Jherusalem ("non ci dovrebbe essere una tale regina per una città così santa come Gerusalemme"). In ogni caso, il vincolo di consanguineità era da solo sufficiente a giustificare l'opposizione. Amalrico accettò l'imposizione e ascese al trono senza la moglie, che mantenne il titolo di Contessa di Giaffa e Ascalona (e una pensione tratta dalla relativa rendita). Annullato il matrimonio, Agnese sposò da lì a poco Ugo di Ibelin, che era stato suo fidanzato prima del matrimonio con Amalrico. La Chiesa decretò che i figli di Amalrico e Agnese erano legittimi, nonostante il successivo annullamento, e li mantenne nella linea di successione al trono. Attraverso di loro, Agnese influenzò significativamente la politica di Gerusalemme nei successivi 20 anni.

### Conflitti con gli stati musulmani
Gerusalemme, come gli altri Stati Crociati, era in un costante stato di guerra. Sin dal disastro causato dall'attacco di Baldovino III a Damasco durante la seconda crociata nel 1147, la frontiera settentrionale del regno era esposta agli assalti di Norandino (Nūr al-Dīn), la cui potenza era in crescita dalle sue basi di Mosul, Aleppo e, dopo la conquista, Damasco.
Gerusalemme perse anche influenza sul nord della Siria a favore dei Bizantini che, benché impegnati per proprio conto contro i Normanni in Sicilia, erano riusciti a imporre la propria protezione al Principato di Antiochia.
Il più importante teatro di guerra durante il regno di Amalrico fu l'Egitto, su cui regnava la dinastia fatimide, indebolita da una serie di califfi troppo giovani e dalle guerre intestine: I crociati avevano mirato all'Egitto sin dai tempi di Baldovino I, e persino Goffredo di Buglione aveva promesso di cedere Gerusalemme al patriarca latino Dagoberto da Pisa se fosse riuscito a catturare il Cairo. Ora, la conquista di Ascalona ad opera di Baldovino III rendeva l'impresa possibile, e gli Ospitalieri iniziarono a preparare le mappe per le possibili vie di invasione.

### L'invasione dell'Egitto
Amalrico condusse la prima spedizione in Egitto nel 1163, motivandola con il mancato pagamento del tributo annuale che i Fatimidi dovevano a Gerusalemme sin dal regno di Baldovino III. Il visir Dirgham (che di recente aveva rovesciato il suo predecessore Shawar) condusse l'esercito contro Amalrico, ma fu sconfitto a Pelusium, e costretto a ritirarsi a Bilbeis. Gli egiziani aprirono le dighe del Nilo, e le conseguenti alluvioni impedirono ad Amalrico di procedere, costringendolo a tornare a Gerusalemme. Nel frattempo, Shawar era fuggito alla corte di Nur al-Dīn (Norandino), chiedendogli aiuto, ottenendo che egli inviasse nel 1164 il suo generale Shirkuh per risolvere la disputa fra i due visir. Dirgham chiese l'aiuto di Amalrico, ma Shirkuh e Shawar arrivarono prima che Amalrico potesse intervenire, e Dirgham fu ucciso. Shawar temeva a questo punto che Shirkuh potesse prendere il potere, cosicché anche lui chiese aiuto ad Amalrico, che ritornò in Egitto nel 1164 e assediò Shirkuh a Bilbeis finché quest'ultimo non si ritirò a Damasco.
Amalrico non poté approfittare dei suoi successi in Egitto a causa degli attacchi di Nūr al-Dīn (Norandino) in Siria, il quale aveva preso prigionieri Boemondo III di Antiochia e Raimondo III di Tripoli nella Battaglia di Harim durante la sua assenza.
Amalrico assunse allora la reggenza di Antiochia e Tripoli, e pagò il riscatto di Boemondo nel 1165 (Raimondo rimase invece prigioniero fino al 1173). L'anno 1166 fu relativamente calmo, caratterizzato dall'attività diplomatica: Amalrico inviò ambasciatori all'Impero bizantino cercando di ottenere un'alleanza anche con un utile matrimonio con Maria Comnena, componente della famiglia imperiale), e nel corso dell'anno dovette a più riprese fronteggiare incursioni di Norandino, che conquistò Baniyas.
Nel 1167, Norandino inviò nuovamente Shirkuh in Egitto, e ancora una volta Amalrico lo seguì, accampandosi nelle vicinanze del Cairo, mentre Shawar si alleava con lui. Amalrico, e firmò un trattato con il califfo fatimide al-ˁAdīd e si venne così a ricreare la situazione del 1164. Shirkuh si accampò sulla riva opposta del Nilo. Dopo una battaglia dall'esito non decisivo, Amalrico si ritirò al Cairo, e Shikurh portò le sue truppe a conquistare Alessandria. Amalrico lo seguì e assediò la città, con l'aiuto di una flotta giunta da Gerusalemme. Alla fine, Shirkuh si arrese, e Alessandria venne consegnata ad Amalrico; in ogni caso, il re non poteva però rimanere a lungo in Egitto, e dopo aver ottenuto un enorme tributo, ritornò a Gerusalemme.

### L'alleanza con Bisanzio

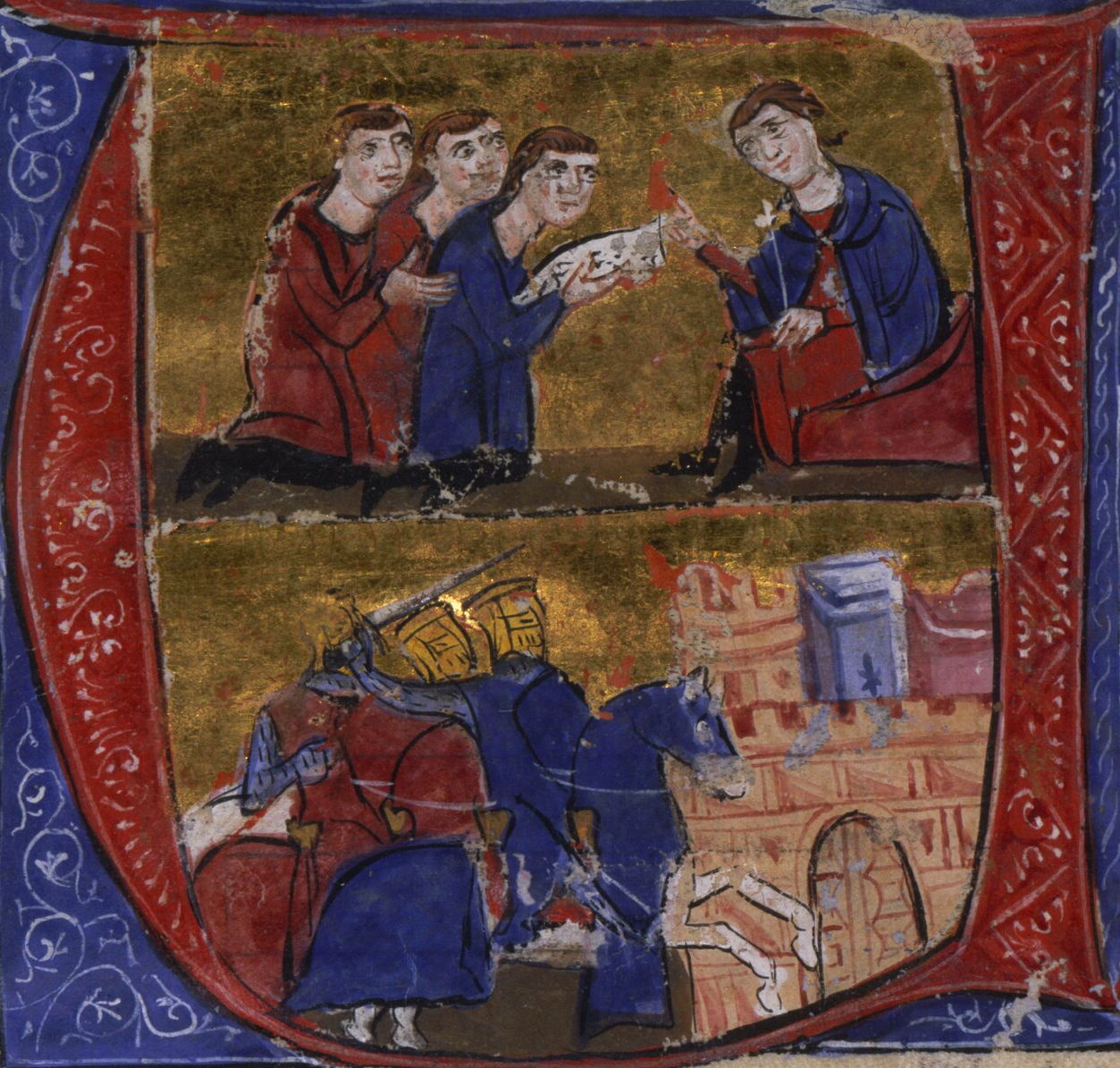
In alto, Manuele I riceve gli inviati di Amalrico; in basso, l'arrivo dei Crociati a Pelusium. Da un manoscritto della Historia di Guglielmo di Tiro, XIII sec.

Dopo il suo ritorno, nel 1167 Amalrico sposò Maria Comnena, bis-nipote dell'imperatore Bizantino Manuele Comneno. C'erano voluti due anni di trattative per ottenere l'accordo, giacché Amalrico aveva insistito perché Manuele restituisse Antiochia al Regno di Gerusalemme.
Una volta rinunciato a tale pretesa, l'accordo venne presto raggiunto, e il matrimonio ebbe luogo il 29 agosto 1167 a Tiro.
Nel frattempo, la regina madre, la vedova di Baldovino III, Teodora, fuggì con il cugino Andronico a Damasco, e il suo feudo di Acri venne incorporato nei domini reali di Gerusalemme. Fu più o meno in questo periodo che Guglielmo di Tiro venne nominato arcidiacono di Tiro, e incaricato da Amalrico di scrivere una storia del Regno.
Nel 1168 Amalrico e Manuele strinsero un'alleanza contro l'Egitto, e Guglielmo di Tiro venne inviato come ambasciatore a Costantinopoli per mettere a punto il trattato. Amalrico era ancora legato da un trattato di pace con Shawar, ma a questo si rimediò accusando Shawar di aver tentato un'alleanza con Norandino, e Amalrico avviò l'invasione.
Gli Ospitalieri sostenevano entusiasticamente l'invasione (è possibile che siano stati loro a convincere Amalrico), mentre i Templari erano contrari, e si rifiutarono di prendervi parte. In ottobre, senza attendere l'appoggio bizantino (e in effetti, prima ancora che gli ambasciatori rientrassero dalla loro missione con il trattato), Amalrico si mosse e invase Bilbeis. Gli abitanti vennero massacrati o venduti come schiavi, quindi Amalrico proseguì verso il Cairo, dove Shawar gli offrì un tributo di due milioni di pezzi d'oro per evitare l'attacco. Nel frattempo, Nur ad-Din aveva inviato Shirkuh nuovamente in Egitto, e al suo arrivo Amalrico si ritirò.

### L'ascesa di Saladino
Nel gennaio 1169 Shirkuh fece assassinare Shawar, e divenne egli stesso visir — non per molto, visto che egli stesso morì in marzo. Gli successe il nipote Salāh al-Dīn, noto anche come Saladino. Amalrico, preoccupato, inviò Federico di la Roche, arcivescovo di Tiro, a invocare aiuti dai regnanti europei, ma non riuscì ad ottenere assistenza. Alcuni mesi dopo arrivò però una flotta bizantina, e in ottobre Amalrico iniziò un'altra invasione assediando Damietta per terra e per mare. L'assedio fu lungo, e alla fine una carestia colpì il campo cristiano; i Bizantini scaricavano la responsabilità del fallimento sui crociati (e viceversa), cosicché venne firmata una tregua con Saladino, e Amalrico rientrò a Gerusalemme.
Ora Gerusalemme si trovava circondata da vicini ostili. Nel 1170 Saladino invase il Regno catturando la città di Eilat, e interrompendo i collegamenti fra Gerusalemme e il Mar Rosso. Saladino, già vizir d'Egitto, divenne Sultano nel 1171 alla morte dell'ultimo erede della dinastia fatimide. L'ascesa di Saladino fu un inatteso sollievo per Gerusalemme: Norandino era infatti preoccupato di tenere sotto controllo il suo potente vassallo. Nondimeno, nel 1171 Amalrico si recò personalmente a Costantinopoli e inviò nuovamente ambasciatori in Europa in cerca d'aiuto, ma ancora una volta non riuscì ad ottenere rinforzi.
Negli anni successivi il Regno fu minacciato non solo da Saladino e Nur ad-Din, ma anche dagli Assassini (Hashshashin). I Templari uccisero alcuni inviati degli Hashshashin, il che causò ulteriori frizioni fra Amalrico e i Templari.

### Morte
Norandino morì nel 1174, e Amalrico colse l'occasione per cingere d'assedio Baniyas. Lungo la via del ritorno, si ammalò di dissenteria, che venne temporaneamente curata dai dottori, ma si trasformò in febbre una volta giunti a Gerusalemme. Guglielmo di Tiro racconta che "dopo aver sofferto in maniera intollerabile per la febbre per alcuni giorni, ordinò che venissero chiamati i migliori medici dalla Grecia, dalla Siria, e da altre nazioni, insistendo che essi gli dessero qualche purga o rimedio". Tuttavia, né i medici Latini né gli stranieri furono in grado di aiutarlo, ed egli morì l'11 luglio 1174 mentre avviava i negoziati con Guglielmo II di Sicilia per una spedizione congiunta contro l'Egitto.
Maria Comnena aveva avuto due figlie: Isabella, che in futuro avrebbe avuto quattro mariti e sarebbe diventata ella stessa Regina, era nata nel 1172; una seconda figlia, nata in seguito, nacque morta. Sul letto di morte, Amalrico lasciò Nablus in eredità a Maria e Isabella, che vi si ritirarono. Un bambino lebbroso, Baldovino IV, gli successe sul trono, e richiamò a corte sua madre, la prima moglie di Amalrico (e ormai giunta al quarto marito), Agnese di Courtenay.

## Caratteristiche personali
Guglielmo di Tiro fu un buon amico di Amalrico, e lo descrive in grande dettaglio. Lo descrive così: "Aveva un leggero problema di pronuncia, non serio abbastanza da essere considerato un difetto, ma sufficiente a impedirgli una grande eloquenza. Era assai migliore nel consiglio che nei discorsi ornati". Come il fratello Baldovino III, Amalrico era più un accademico che un guerriero, e amava studiare legge e lingue nel suo tempo libero: "Egli conosceva assai bene le leggi e le consuetudini che governavano il regno — infatti, a tale riguardo era secondo a nessuno". Probabilmente fu Amalrico a preparare le assise che rendevano tutti i vassalli di secondo rango direttamente sottoposti al Re, e che consentivano loro di rivolgersi all'Haute Cour. Amalrico era enormemente curioso, e pare che Guglielmo sia stato sorpreso dal trovare Amalrico discettare sulla resurrezione della carne mentre giaceva malato.
Amava molto leggere, e ascoltare le letture altrui; spesso trascorreva ore ascoltando Guglielmo che leggeva le prive revisioni della sua Historia. Non amava invece i giochi e gli spettacoli, sebbene non disprezzasse la caccia. Si fidava dei suoi collaboratori (forse troppo), e pare che molti fra la popolazione non lo amassero, ma che egli si sia sempre rifiutato di prendere provvedimenti contro coloro che lo insultavano pubblicamente.
Era alto, e piuttosto piacente; "aveva occhi brillanti di media grandezza; il suo naso, come quello di suo fratello, aveva un che di aquilino; i capelli erano biondi, e aveva l'attaccatura alta. Una barba foltissima e bella gli copriva il mento e le guance. Usava ridere in tale maniera smodata che tutto il suo corpo ne era scosso". Non mangiava o beveva eccessivamente, ma diventò corpulento negli ultimi anni, cosa che diminuiva il suo interesse per le operazioni militari. Amalrico fu un uomo pio, che prendeva Messa tutti i giorni, ma ciò non gli impediva altri passatempi: "si dice che si concedesse senza ritegno ai peccati della carne, e che abbia sedotto molte donne sposate..." — e non gli impediva di tassare pesantemente il clero, causando ovviamente l'opposizione della Chiesa.
Ci dice Guglielmo che "egli fu un uomo di saggezza e discrezione, del tutto capace di tenere le redini del governo nel Regno". Viene spesso considerato l'ultimo dei Re di Gerusalemme della fase ascendente, e dopo di lui nessun successore fu capace di salvare Gerusalemme dal collasso finale. Entro pochi anni, l'Imperatore Manuele lo raggiunse nella tomba, e Saladino rimase l'unico grande leader sulla scena.

## Ascendenza
|                             |                 |                                          | Genitori              |  |  | Nonni |  |  | Bisnonni                |  |  | Trisnonni              |  |
|                             |                 |                                          |                       |  |  |       |  |  | Goffredo II di Gâtinais |  |  | Goffredo I di Gâtinais |  |
|                             |                 |                                          |                       |  |  |       |  |  | Goffredo II di Gâtinais |  |  | Goffredo I di Gâtinais |  |
|                             |                 | Beatrice di Mâcon                        |                       |  |  |       |  |  | Goffredo II di Gâtinais |  |  |                        |  |
| Folco IV d'Angiò            |                 |                                          |                       |  |  |       |  |  | Goffredo II di Gâtinais |  |  |                        |  |
|                             |                 | Ermengarde d'Angiò, duchessa di Borgogna | Folco III d'Angiò     |  |  |       |  |  |                         |  |  |                        |  |
|                             |                 | Ermengarde d'Angiò, duchessa di Borgogna | Folco III d'Angiò     |  |  |       |  |  |                         |  |  |                        |  |
|                             |                 | Ermengarde d'Angiò, duchessa di Borgogna | Hildegarde di Sundgau |  |  |       |  |  |                         |  |  |                        |  |
| Folco V d'Angiò             |                 | Ermengarde d'Angiò, duchessa di Borgogna |                       |  |  |       |  |  |                         |  |  |                        |  |
|                             |                 | Simon I di Montfort                      | Amauary di Montfort   |  |  |       |  |  |                         |  |  |                        |  |
|                             |                 | Simon I di Montfort                      | Amauary di Montfort   |  |  |       |  |  |                         |  |  |                        |  |
|                             |                 | Simon I di Montfort                      | Bertrada di Gometz    |  |  |       |  |  |                         |  |  |                        |  |
| Bertrada di Montfort        |                 | Simon I di Montfort                      |                       |  |  |       |  |  |                         |  |  |                        |  |
|                             |                 | Agnese d'Évreux                          | Riccardo d'Évreux     |  |  |       |  |  |                         |  |  |                        |  |
|                             |                 | Agnese d'Évreux                          | Riccardo d'Évreux     |  |  |       |  |  |                         |  |  |                        |  |
|                             |                 | Agnese d'Évreux                          | Godehildis            |  |  |       |  |  |                         |  |  |                        |  |
| Amalrico I di Gerusalemme   |                 | Agnese d'Évreux                          |                       |  |  |       |  |  |                         |  |  |                        |  |
|                             | Ugo I di Rethel | Manasse III di Rethel                    |                       |  |  |       |  |  |                         |  |  |                        |  |
|                             | Ugo I di Rethel | Manasse III di Rethel                    |                       |  |  |       |  |  |                         |  |  |                        |  |
|                             | Ugo I di Rethel | Judith di Roucy                          |                       |  |  |       |  |  |                         |  |  |                        |  |
| Baldovino II di Gerusalemme | Ugo I di Rethel |                                          |                       |  |  |       |  |  |                         |  |  |                        |  |
|                             |                 | Melisende di Montlhéry                   | Guy I di Montlhéry    |  |  |       |  |  |                         |  |  |                        |  |
|                             |                 | Melisende di Montlhéry                   | Guy I di Montlhéry    |  |  |       |  |  |                         |  |  |                        |  |
|                             |                 | Melisende di Montlhéry                   | Hodierna di Gometz    |  |  |       |  |  |                         |  |  |                        |  |
| Melisenda di Gerusalemme    |                 | Melisende di Montlhéry                   |                       |  |  |       |  |  |                         |  |  |                        |  |
|                             |                 | Gabriele di Melitene                     | …                     |  |  |       |  |  |                         |  |  |                        |  |
|                             |                 | Gabriele di Melitene                     | …                     |  |  |       |  |  |                         |  |  |                        |  |
|                             |                 | Gabriele di Melitene                     | …                     |  |  |       |  |  |                         |  |  |                        |  |
| Morfia di Melitene          |                 | Gabriele di Melitene                     |                       |  |  |       |  |  |                         |  |  |                        |  |
|                             |                 | …                                        | …                     |  |  |       |  |  |                         |  |  |                        |  |
|                             |                 | …                                        | …                     |  |  |       |  |  |                         |  |  |                        |  |
|                             |                 | …                                        | …                     |  |  |       |  |  |                         |  |  |                        |  |
|                             |                 | …                                        |                       |  |  |       |  |  |                         |  |  |                        |  |